# Масловічкі
Масловічкі (пол. Masłowiczki) — село в Польщі, у гміні Тухоме Битівського повіту Поморського воєводства.
Населення — 84 особи (2011).
У 1975-1998 роках село належало до Слупського воєводства.

## Демографія
Демографічна структура станом на 31 березня 2011 року:
|          | Загалом | Допрацездатний вік | Працездатний вік | Постпрацездатний вік |
| -------- | ------- | ------------------ | ---------------- | -------------------- |
| Чоловіки | 39      | 7                  | 30               | 2                    |
| Жінки    | 45      | 15                 | 25               | 5                    |
| Разом    | 84      | 22                 | 55               | 7                    |